# Macedónia do Norte nos Jogos Olímpicos
A Macedónia do Norte (português europeu) ou Macedônia do Norte (português brasileiro) competiu pela primeira vez como nação independente nos Jogos Olímpicos nos Jogos Olímpicos de Verão de 1996, então sob a designação de "Antiga República Jugoslava/Iugoslava da Macedónia/Macedônia" e participou de todas as edições dos Jogos Olímpicos de Verão e dos Jogos Olímpicos de Inverno desde então. Anteriormente, até 1988, atletas macedônios competiam pela Iugoslávia nos Jogos Olímpicos. O país participou oficialmente sob sua nomenclatura provisória das Nações Unidas "Antiga República Iugoslava da Macedônia" devido à disputa que surgiu sobre esse nome, até aos Jogos Olímpicos de Inverno de 2018.

## Lista de medalhistas
Apenas um atleta representando a Macedônia desde 1996 ganhou uma medalha olímpica.
| Medalha           | Nome              | Jogos       | Esporte | Evento           |
| ----------------- | ----------------- | ----------- | ------- | ---------------- |
| Medalha de bronze | Magomed Ibragimov | 2000 Sydney | Lutas   | Livre - 76-85 kg |

Diversos outros atletas da República da Macedônia (um país constituinte da antiga Iugoslávia) ganharam medalhas olímpicas, competindo pela Iugoslávia.
| Medalha           | Nome                 | Jogos            | Esporte     | Evento            |
| ----------------- | -------------------- | ---------------- | ----------- | ----------------- |
| Medalha de prata  | Blagoja Vidinić      | 1956 Melbourne   | Futebol     | Time masculino    |
| Medalha de ouro   | Blagoja Vidinić      | 1960 Roma        | Futebol     | Time masculino    |
| Medalha de prata  | Blagoje Georgijevski | 1976 Montreal    | Basquetebol | Time masculino    |
| Medalha de bronze | Ace Rusevski         | 1976 Montreal    | Boxe        | Peso leve         |
| Medalha de bronze | Šaban Sejdi          | 1980 Moscou      | Lutas       | Livre - 62-68 kg  |
| Medalha de ouro   | Šaban Trstena        | 1984 Los Angeles | Lutas       | Livre - 48-52 kg  |
| Medalha de prata  | Redzep Redzepovski   | 1984 Los Angeles | Boxe        | Peso mosca        |
| Medalha de bronze | Aziz Salihu          | 1984 Los Angeles | Boxe        | Peso super-pesado |
| Medalha de bronze | Milko Đurovski       | 1984 Los Angeles | Futebol     | Time masculino    |
| Medalha de bronze | Šaban Sejdi          | 1984 Los Angeles | Lutas       | Livre - 68-74 kg  |
| Medalha de prata  | Stojna Vangelovska   | 1988 Seul        | Basquetebol | Time feminino     |
| Medalha de prata  | Šaban Trstena        | 1988 Seul        | Lutas       | Livre - 48-52 kg  |